# Caboteur
Een caboteur is een gemengde goederentrein die op regelmatige tijdstippen, bijvoorbeeld dagelijks, langs alle spoorwegemplacementen zoals fabrieksaansluitingen, goederenloodsen of de goederenkoer in het plaatselijke station op een gegeven spoorlijn goederen ging laden en lossen. Omdat ter plaatse vaak heel wat rangeerbewegingen nodig waren om deze goederenwagens aan- en af te koppelen werd de trein gesleept door een wendbare rangeerlocomotief.
Door het grote succes van de container en de opkomst van de vrachtwagen in de jaren 60 rijden dergelijke treinen nog zeer zelden. Ook werd de dienst op heel wat spoorlijnen in België opgeheven en werden deze opgebroken, omdat het spoorwegnet heel wat schade had opgelopen na de Tweede Wereldoorlog.